# Janusz Korczak
Henryk Goldszmit, més conegut amb el seu pseudònim «Janusz Korczak» (Varsòvia (aleshores a Rússia) 22 de juliol del 1878 (o 1879) – camp d'extermini de Treblinka (Polònia, aleshores annexada pel Tercer Reich), enllà del 5 d'agost del 1942) era un pediatre, escriptor i pedagog polonès. Era el director d'un orfenat jueu a la seva ciutat natal. El 1942, va decidir acompanyar els nens del seu institut, quan els nazis van decidir d'evacuar-los vers un camp d'extermini, tot i que sabia que per a ell significava una mort segura i malgrat el fet que li van proposar una via d'escapada.

## Biografia

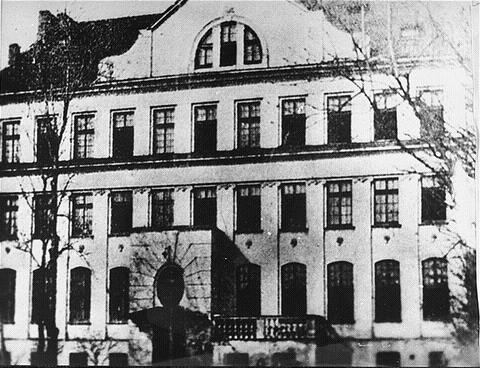
Orfenat Dom Sierot al carrer Krochmalna a Varsòvia, vers 1935

Va néixer com Henryk Goldszmit en una família jueva molt integrada. La seva família pertanyia al moviment jueu Haskalà, que defensava els valors de la Il·lustració. Va estudiar humanitats clàssiques (llatí, grec, francès i alemany) a l'escola mitjana de la qual la llengua vehicular era el rus, perquè aquesta part de Polònia va ser atorgada a Rússia després del repartiment a la fi del segle xviii. Com a jove escolar, va guanyar un premi literari per la seva novel·la El nus gordià. Va estudiar medicina a la Universitat Imperial de Varsòvia de 1898 al 1904.

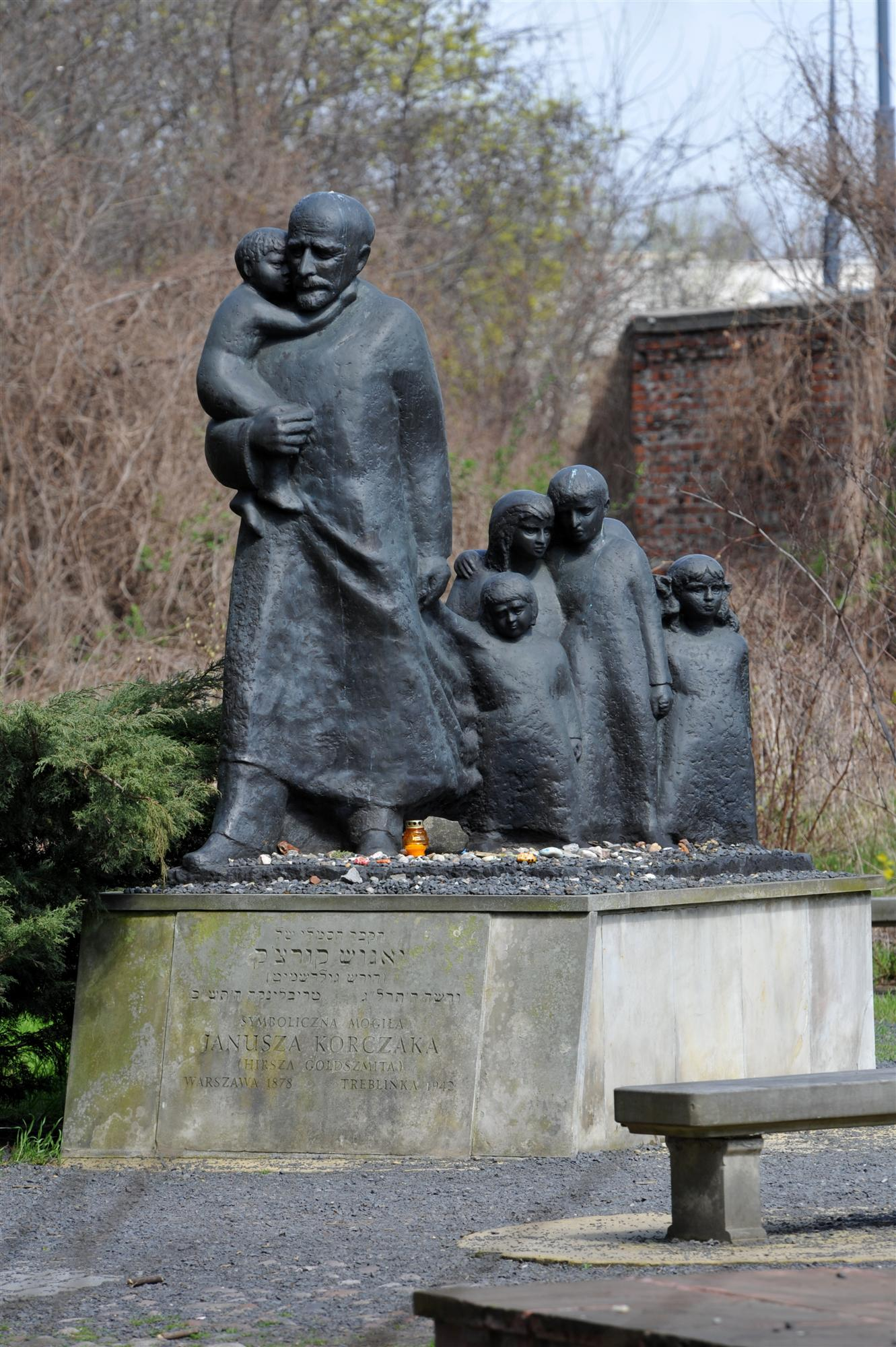
Monument dedicat a Janusz Korczak al cementiri Jueu de Varsòvia

El 1899 va escriure una obra de teatre amb què va estrenar el seu pseudònim de Janusz Korczak. El 1901 va escriure Els nens del carrer, una primera novel·la en la qual va tractar el destí dels nens trinxeraires. Va tenir un gran èxit i a poc a poc va ser més conegut pel seu nom d'escriptor que no pas pel seu nom de naixement. Després de la seva promoció en pediatria, va ser nomenat per a una clínica pediàtrica (1904-1911), una ocupació que va haver d'interrompre durant la Guerra russojaponesa, quan va haver de servir com a metge dins l'exèrcit rus. Va especialitzar-se a París i a Berlín.
Va recolzar obres socials per a nens com a voluntari i amb els seus ingressos literaris. El 1911, quan li va ser proposada la direcció del nou orfenat jueu Dom Sierot va abandonar la carrera mèdica. El 1914, altra vegada va ser mobilitzat com a metge per l'exèrcit rus. Va conèixer el seu apogeu després de la Primera Guerra Mundial quan Varsòvia va esdevenir la capital de la nova Polònia des d'ara independent.
De més, va esdevenir el redactor d'un diari per a nens i obtingué una crònica a la ràdio polonesa, en què el «metge gran» entrevistava nens. Davant la crescuda de l'antisemitisme als anys 1930, va començar a interessar-se en el sionisme i va viatjar dues vegades cap a Palestina, però finalment va refusar la idea de l'emigració.
El 1939, després de l'annexió de Polònia sota la dictadura d'Adolf Hitler, va haver d'evacuar el seu orfenat i transferir tots els nens al gueto. En circumstàncies adverses, va continuar el seu diari personal, Pamiętnik, una paraula polonesa que significa tant 'diari' com 'records'. Aquest va ser conservat i va ser publicat en polonès el 1958.
No se sap la data exacta de la seva mort. La darrera notícia al seu diari data del 5 d'agost del 1942.

## Reconeixement
- És reconegut com un dels precursors més importants de la Convenció sobre els drets de l'infant.[4]
- A tot arreu del món hi ha associacions dedicades a Janusz Korczak i la seva obra, que continuen immortalitzant el seu llegat.[5]
- Les seves obres continuen sent traduïdes en moltes llengües; el 1990, l'editorial Eumo de Vic va publicar la traducció catalana Com estimar l'infant i El dret de l'infant al respecte.
- El 1972 va rebre pòstumament el Premi de la Pau del Comerç Llibreter Alemany.
- El 1978 la Unesco va celebrar el seu centenari.[6]
- L'escola del Bullenhuser Damm, teatre d'una altra massacre nazi el 1945, a Hamburg-Rothenburgsort va ser reanomenada Escola Janusz Korczak el 1980.[7]
- L'asteroide 2163 Korczak porta el seu nom.

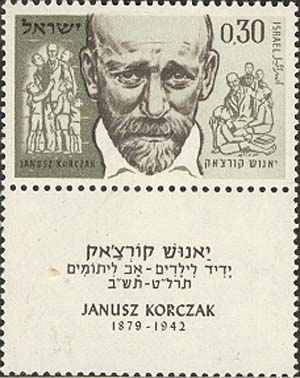
Segell commemoratiu de correus d'Israel-Palestina (1962)
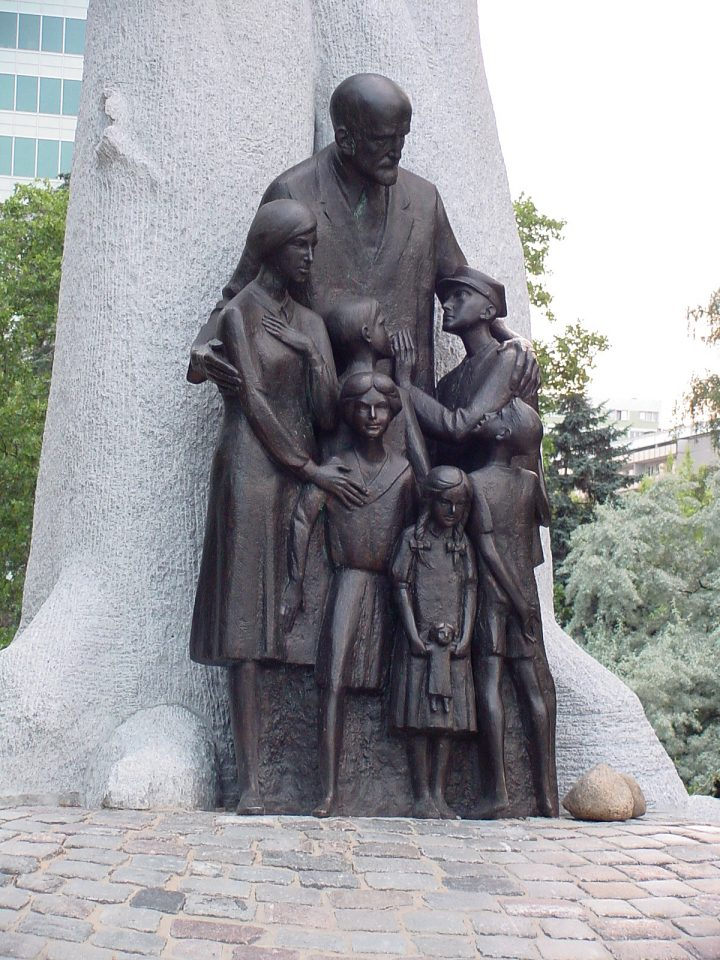
Monument a Varsòvia
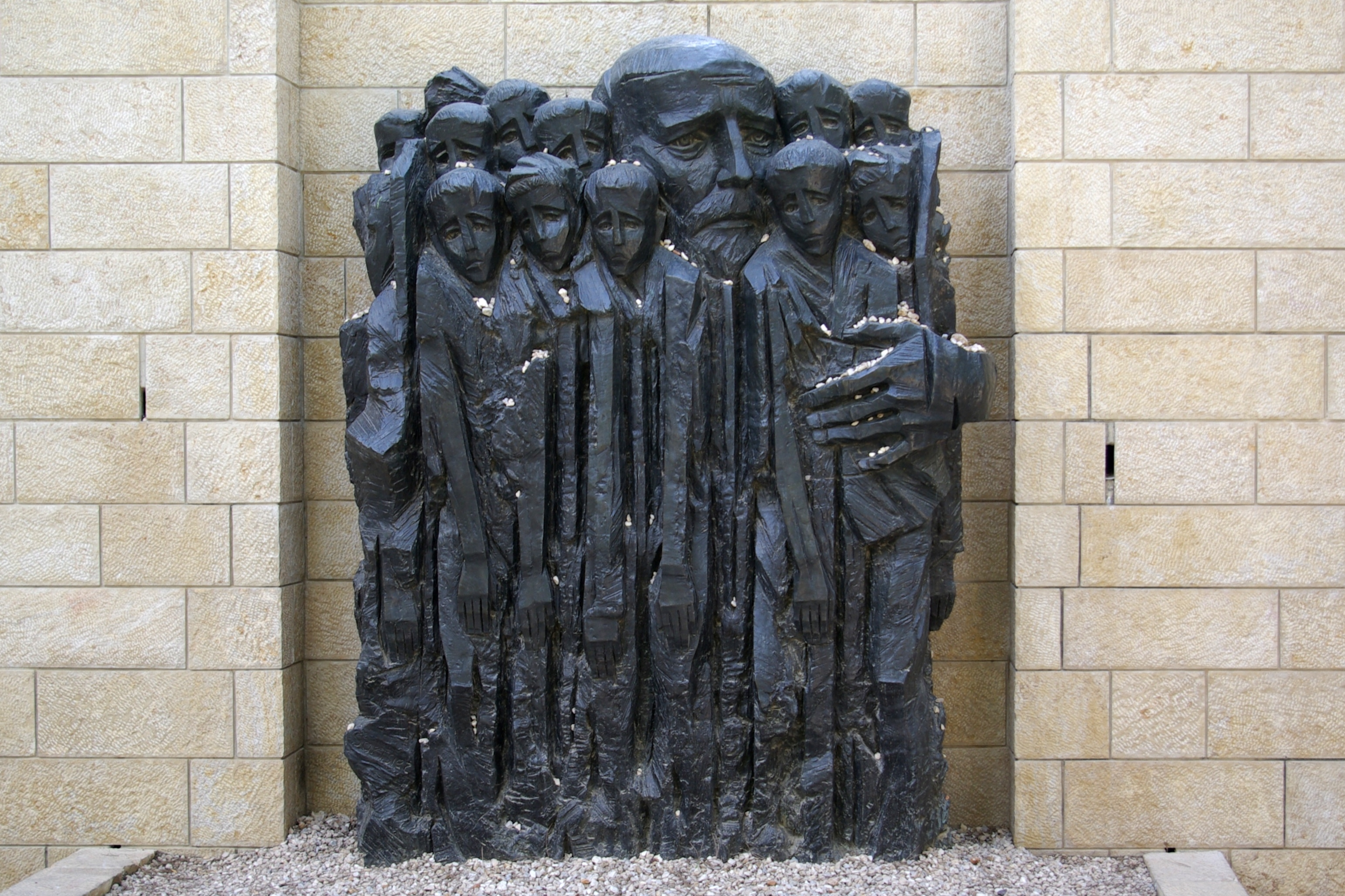
Monument a Yad Vashem
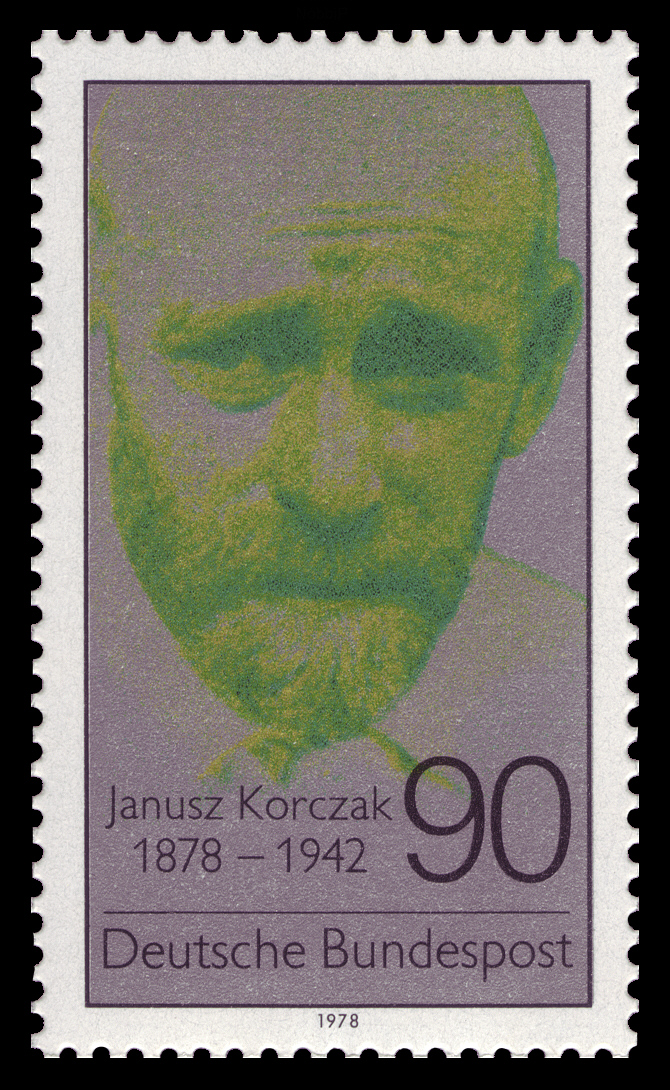
Segell alemany en ocasió del centenari

## Obra

### Literàries
- Król Maciuś Pierwszy 1923, traduït en castellà com El rey Mateíto I, 1986
- Kiedy znów będę mały 1925 (Quan tornaré a ser petit)

### Pedagògiques
- Jak kochać dziecko 1919, traduït en català: Com estimar l'infant, 1990[8]
- Prawo dziecka do szacunku 1928, traduït en català: El dret de l'infant al respecte, 1990[8]
- Prawidła życia (Les regles de la vida) 1930
- Pedagogika żartobliwa (Pedagogia alegre), 1939

### Altres
Pamiętnik (Diari), 1958 per a una traducció anglesa, vegeu Ghetto Diary.

### Filmografia[9]
- Korczak, 1990, film biogràfic de les últimes setmanes de la vida de Korczak d'Andrzej Wajda, guió d'Agnieszka Holland, càmera Robby Müller.[10]
- L'adieu aux enfants, pel·lícula televisiva, 1982. Direcció i guió de Claude Couderc, segons el llibre d'Alain Buhler.